# Universidad Estatal de Karacháyevo-Cherkesia
La Universidad Estatal de Karacháyevo-Cherkesia U. D. Aliyeva (en ruso: Карачаево-Черкесский государственный университет имени У. Д. Алиева) es una universidad situada en la ciudad de Karacháyevsk, la principal institución educativa de Karacháyevo-Cherkesia.
Es la primera institución de educación superior de la república, fundada en 1938, y lleva el nombre de Umar Alíyev.

## Estructura
La estructura de la universidad: 2 institutos (Instituto de Filología, Instituto de Cultura y Artes), 8 facultades (física y matemáticas, educación física, pedagogía y métodos de la educación primaria, historia, geografía natural, psicología, economía y gestión, formación avanzada y reciclaje profesional de especialistas).
Desde 1992, la universidad ha abierto un curso de posgrado, donde estudian estudiantes de posgrado y solicitantes de diferentes regiones de Rusia. Existe un consejo de tesis en la especialidad “Pedagogía General, Historia de la Pedagogía y la Educación”.
El personal de la universidad lo constituyen actualmente 836 personas: 338 profesores, 50 doctores en ciencias y profesores, 215 candidatos de ciencias, 128 profesores asociados, 14 miembros de pleno derecho y 8 miembros correspondientes de varias academias rusas e internacionales; miembros de los sindicatos de escritores, periodistas, compositores y artistas de la Federación de Rusia y Karacháyevo-Cherkesia.
El rector de la universidad es Tausoltan Aubekirovich Uzdenov.